# Minnie Hauk

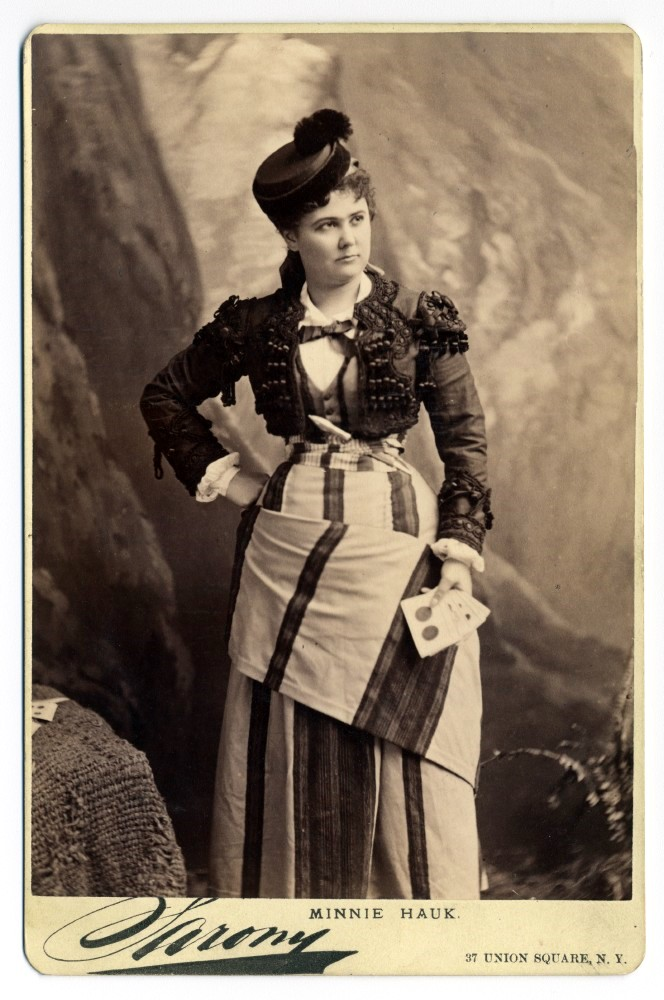
Minnie Hauk – fotografie tip format cabinet, circa 1880

Amalia Mignon Hauck - "Minnie" Hauk (n. 16 noiembrie 1851, New York City, New York, SUA – d. 6 februarie 1929, Luzern, cantonul Lucerna, Elveția) a fost o soprană de operă americană, de origine germană, una din primele soprane dramatice de operă ale timpului său, categorie vocală care „precede,” într-un fel, evoluția ulterioară a vocii sale la cea de mezo-soprană.

## Biografie

### Viață timpurie
S-a născut în New York City, la 16 noiembrie 1851, ca singurul copil al lui Francis Hauck, un emigrant german, și al soției sale americane. La scurt timp după nașterea lui Minnie, familia Hauck s-a mutat la Providence, Rhode Island și apoi la Sumner, Kansas, în 1857. Mai târziu s-a zvonit, în mod evident greșit, că Hauk ar fi fiica finanțatorului Leonard Jerome, care era profund devotat al teatrului liric.

### Carieră timpurie
În 1865, Hauk a început studiile sale vocale cu Achille Errani, care i-a asigurat un loc în trupa de operă Max Maretzek Italian Opera Company. La vârsta de doar paisprezece ani, Minnie și-a făcut debutul public de cântăreață de operă în Brooklyn, întruchipând personajul Amina, în opera în două acte La sonnambula de Vincenzo Bellini, iar o lună mai târziu, în noiembrie 1866, a debutat în New York, în rolul Prascovia în opera comică în trei acte L'Étoile du Nord de Giacomo Meyerbeer.
La premiera americană (din data de 15 noiembrie 1867) a operei în cinci acte Roméo et Juliette de Gounod, având ca inspirație piesa omonimă a lui William Shakespeare, Minnie Hauk a cântat rolul Juliettei.
Foarte tânăra Hauk a cântat pentru prima dată pe scene europene astfel: la aproape 17 ani, pe 26 octombrie 1868, în Londra, pe scena de la Covent Garden, iar debutul său la Paris s-a produs un an mai târziu, la aproape 18 ani, în 1869.
Soprana dramatică americană a cântat apoi cu mare succes pe scenele teatrelor lirice din Italia, apoi pe scena celebrei Grand Opera din Viena precum și pe alte scene europene în intervalul 1870 - 1874.

### Rolul principal din operaCarmende George Bizet
Una din cele mai memorabile succese, din această perioadă intensă a carierei sale, a anilor 1870, a reprezentat-o interpretarea magistrală a rolului personajului Carmen, din opera omonimă, Carmen a lui Georges Bizet (ce fusese gândită inițial ca o operă comică). Acest spectacol s-a desfășurat la 2 ianuarie 1878 în Bruxelles și a fost un adevărat triumf, impunând opera compozitorului francez ca una de mare valoare și frecvent interpretată, de atunci, pe toate scenele lumii.
În cursul aceluiași an, 1878, Hauk a fost prezentă în calitate de prim-solistă la premiera americană și cea britanică a aceleiași opere, Carmen. Cu acele două  reprezentații premieră s-a solidificat entuziasmul extraordinar cu care fusese primit spectacolul din 2 ianuarie, din același an, de la Bruxelles, consolidând aprecierea talentului sopranei americane, precum și farmecul operei, care fusese primită „destul de rece” la premiera sa pariziană, care avusese loc, cu aproape trei ani înainte, la „Opéra Comique” din Paris, la 3 martie 1875, sub bagheta dirijorală a lui Adolphe Deloffre.

## Viață târzie și deces
În 1878, Amelia Mignon Hauck s-a căsătorit cu scriitorul și călătorul austriaco - american Ernst von Hesse-Wartegg, după care a început să cânte din ce în ce mai puțin, până la abandonarea înfloritoarei sale cariere muzicale.
Din păcate, cea mai mare parte a averii lui Hauk, acumulată din prestațiile sale interpretative de-a lungul frumoasei sale cariere, s-a pierdut în timpul Primului Război Mondial. La nivelul anilor timpurii 1920, se credea despre ea că o ducea greu și că devenise aproape nevăzătoare.
Soprana, ce trecuse printr-o carieră strălucită, începută în adolescență, în decursul căreia vocea sa evoluase de la cea de soprană dramatică la cea de mezzo-soprană, evoluase cu mare succes pe mari scene ale lumii și salvase opera Carmen de desuitudine, re-propulsând-o ca una dintre cele mai iubite și cântate piese de teatru liric, a decedat, la casa sa, de lângă Lucerna, Elveția, în 1929, la data de 6 februarie.

## Galerie

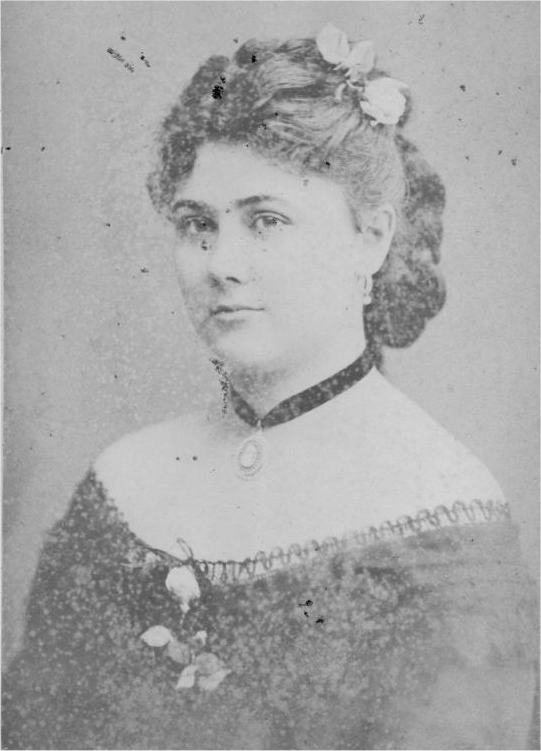
Minnie Hauk
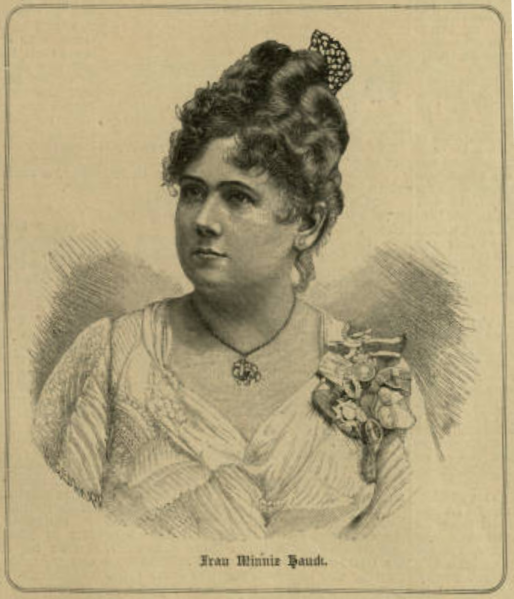
Minnie Hauk (Imagine din Neuen Musik-Zeitung 1889, 10. Jg., Nr. 22, p. 265)